# Slava II – Pieśni Słowian Wschodnich
Slava II – Pieśni Słowian Wschodnich – album studyjny polskiego zespołu folkowego Percival. Wydawnictwo ukazało się 6 grudnia 2014 nakładem samego zespołu w dystrybucji Fonografiki. Jest to druga część serii Slava poświęcona muzyce słowiańskiej. Pierwsza część to Slava! Pieśni Słowian Południowych,  trzecia odsłona Slava III – Pieśni Słowian Zachodnich, czwarta Slava IV – Pieśni Słowian Przyszłości.
Na płycie znalazło się szesnaście utworów z wybranych pieśni Słowian wschodnich, czyli Rosjan, Białorusinów, Ukraińców i Łemków. W większości są to pieśni obrzędowe, związane z powitaniem wiosny, nocą kupalną, oraz zaślubinami. Podczas tworzenia materiału, zostały wykorzystane instrumenty takie jak: saz, mandolina, buzuki, rebec, sopiłka, wiolonczela, cymbały. Do płyty została dołączony ponadto drugi album „Slavny Tur – Live in Wrocław”. 
Płyta została w całości wyprodukowana przez Percival & Keyff.MS. Nagranie zrealizowano w unIQ Sound Studio w Grudniu 2013 roku.

## Lista utworów
Opracowano na podstawie materiału źródłowego.
| Nr  | Tytuł utworu        | Tytuł (łacina)        | Kraj           | Długość |
| --- | ------------------- | --------------------- | -------------- | ------- |
| 1.  | „Матрëшка”          | „Matrieshka”          | Rosja          | 2:20    |
| 2.  | „Маpічко Чичер і”   | „Marichko Chycheri”   | Ukraina        | 2:15    |
| 3.  | „Ярило”             | „Jarilo”              | Rosja          | 4:18    |
| 4.  | „Клик весна”        | „Klik vesna”          | Białoruś       | 3:07    |
| 5.  | „Блoгослови Матe”   | „Blagoslavi”          | Rosja          | 5:40    |
| 6.  | „Чёрна галочка”     | „Cherna galochka”     | Rosja          | 2:10    |
| 7.  | „Ой ти місяцю”      | „Oj ty misjatsu”      | Ukraina        | 4:41    |
| 8.  | „Rosa”              | -                     | Polesie        | 1:57    |
| 9.  | „Медуница”          | „Medunitsa”           | Białoruś       | 4:20    |
| 10. | „Тому коса”         | „Tomu kosa”           | Łemkowszczyzna | 4:00    |
| 11. | „Листочку червений” | „Lystochku chervenyj” | Łemkowszczyzna | 2:24    |
| 12. | „А ты мыла”         | „A ty myla”           | Łemkowszczyzna | 3:33    |
| 13. | „Зозуля”            | „Zozulja”             | Ukraina        | 3:23    |
| 14. | „Конь”              | „Kon”                 | Rosja          | 2:10    |
| 15. | „На Ивана”          | „Na Ivana”            | Białoruś       | 7:15    |
| 16. | „Ой y лиси”         | „Oj u lisi”           | Białoruś       | 3:34    |
|     |                     |                       |                | 57:07   |

| CD 2 Slavny Tur – Live in Wrocław | CD 2 Slavny Tur – Live in Wrocław | CD 2 Slavny Tur – Live in Wrocław |
| Nr                                | Tytuł utworu                      | Długość                           |
| --------------------------------- | --------------------------------- | --------------------------------- |
| 1.                                | „Intro: Słyszę”                   |                                   |
| 2.                                | „Jadą konie”                      |                                   |
| 3.                                | „Gusta mi magla”                  |                                   |
| 4.                                | „Del Berino”                      |                                   |
| 5.                                | „Cziorna Galoczka”                |                                   |
| 6.                                | „Sowa”                            |                                   |
| 7.                                | „Dziewczyna Swarożyca”            |                                   |
| 8.                                | „Blagoslavi”                      |                                   |
| 9.                                | „Postrzyżyny”                     |                                   |
| 10.                               | „Primorkinja”                     |                                   |
| 11.                               | „Ludasim, Pajtasim”               |                                   |
| 12.                               | „Naranca”                         |                                   |
| 13.                               | „Karanfilce”                      |                                   |
| 14.                               | „Pasla”                           |                                   |
| 15.                               | „BIS: Slayer (Stefanismus)”       |                                   |

## Twórcy
Opracowano na podstawie materiału źródłowego.
- Mikołaj Rybacki – wokal, saz, mandolina, buzuki, instrumenty perkusyjne.
- Katarzyna Bromirska – wokal, rebec, sopiłka, wiolonczela, instrumenty perkusyjne.
- Christina Bogdanova – wokal, cymbały, instrumenty perkusyjne.
- Joanna Lacher – wokal, instrumenty perkusyjne.
- Lada Czerkasowa – rosyjska ekspertka w sprawach obrzędów i pieśni słowiańskich.